# Polydiacétylène

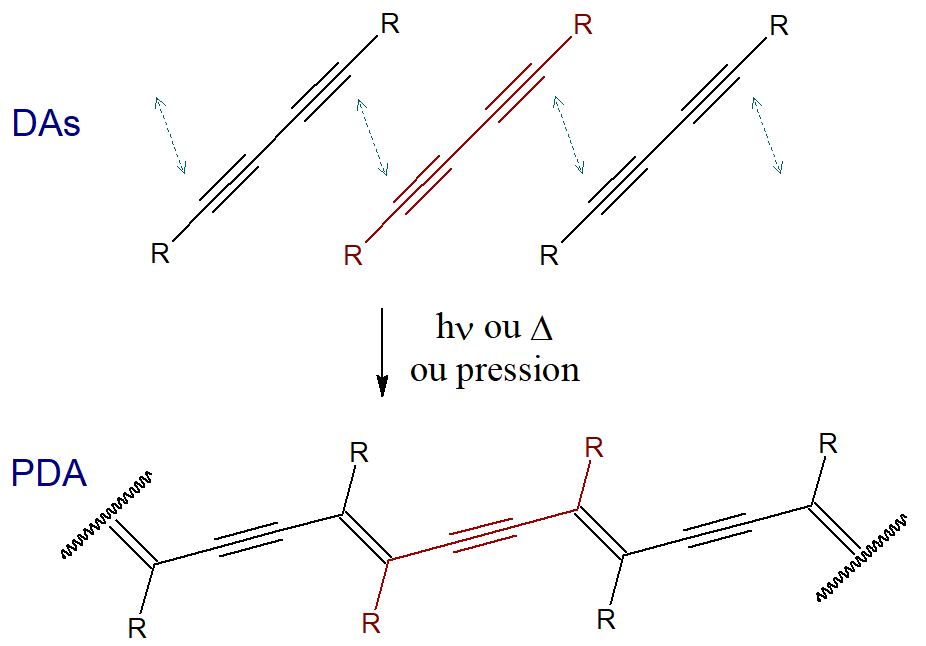
Structures d'un diacétylène (DA) et du polydiacétylène (PDA) résultant.

Les polydiacétylènes (PDA) sont une famille de polymères semi-conducteurs apparentés aux polyacétylènes. Ils sont obtenus par la polymérisation topochimique, de diacétylènes (DA).
Leurs propriétés optoélectroniques uniques, comme le fait de passer du bleu au rouge sous l'effet d'un stimuli externe (chaleur, changement de pH, interaction avec un ion ou une molécule, etc.), explique pourquoi ils sont à l'étude pour une myriade d'applications, entre autres dans le domaine biomédical.

## Historique
Vers la fin du XIXe siècle, il avait été observé que les cristaux de diacétylènes (DA) changeaient de couleur à la suite de leur entreposage ou de leur exposition à la lumière. Ce n'est cependant qu'en 1969 que Wegner a conclu que ce changement de couleur devait résulter de la polymérisation de diacétylènes à l'état solide, conduisant à un polymère conjugué. En 1971, il a pu confirmer le tout en déterminant la structure cristalline complète d'un PDA et en confirmant que le squelette conjugué était formé d'une alternance de triples et de doubles liaisons séparées de liaisons simples. Ce n'est toutefois qu'en 1977 que les analyses structurales par diffraction des rayons X à la fois du monomère DA et du PDA ont pu être obtenues, car avant cette date, seulement les coordonnées de chaque atome du monomère ou du polymère étaient disponibles, mais pas les deux en même temps.
Outre à l'état cristallin, la polymérisation des DA a aussi été réalisée dans divers autres états organisés : films, micelles, nanotubes, etc.

## Exemples
Une variété de PDA comportant divers groupes R ont été rapportés dans la littérature dont voici quelques exemples :
- PDA comportant un atome d'hydrogène en position R[11] ;
- PDA comportant un atome d'halogène en position R, comme le {\displaystyle {\ce {Cl}}}[12], {\displaystyle {\ce {Br}}}[13], ou {\displaystyle {\ce {I}}}[14] ;
- PDA dérivé de la lignocellulose[15] ;
- PDA comportant une fonction acide carboxylique[16] ;
- PDA formé à partir d'un macrocycle[17].